# Dodi Lukébakio
Dodi Lukébakio (Asse, 24 de septiembre de 1997) es un futbolista belga-congoleño-francés. Juega de extremo y su equipo es el Sevilla F. C. de la Primera División de España.

## Trayectoria

### Anderlecht
El 25 de octubre de 2015, Lukébakio hizo su debut profesional en el minuto 79 como sustituto de Youri Tielemans en un partido de la Primera División de Bélgica contra el Club Brujas, que resultó en una victoria 3-1 para el Anderlecht. El 7 de diciembre de 2015, Lukébakio firmó un nuevo contrato de cinco años. Tres días después, hizo su debut en la Liga Europa de la UEFA como sustituto de Imoh Ezekiel en el minuto 66 de una victoria 2-1 contra el Qarabağ FK. El 29 de enero de 2016, jugó su primer partido completo para Anderlecht, una victoria 2-1 a domicilio sobre el Sint-Truiden. El 28 de febrero de 2016, después de entrar como sustituto de Alexander Büttner, anotó el gol del empate en el minuto 74 en un empate 3-3 contra el Standard de Lieja.

#### Temporada 2016-17: Préstamo a Toulouse
El 31 de agosto de 2016 firmó por el club francés Toulouse F. C. El 8 de enero, hizo su debut con Toulouse en la ronda de 64 de la Copa de Francia, como sustituto, reemplazando a Ola Toivonen en el minuto 58 de una derrota en casa 2-1 contra Olympique de Marsella. El 14 de enero, Lukébakio hizo su debut en la Ligue 1 como sustituto reemplazando a Issiaga Sylla en el minuto 56 de una derrota 1-0 contra Nantes. Lukébakio terminó su préstamo a Toulouse con 5 apariciones, todas como sustituto.

#### Temporada 2017-18: Préstamo a Sporting Charleroi
El 2 de julio de 2017, Lukébakio fue fichado por Charleroi en un acuerdo de préstamo por toda la temporada. El 29 de julio, hizo su debut con Charleroi en un partido de la Primera División de Bélgica contra Kortrijk, que resultó en una victoria en casa 1-0 para Charleroi. El 5 de agosto, marcó dos goles en un partido contra Royal Excel Mouscron, el partido terminó con una victoria fuera de casa 5-2 para Charleroi. El 5 de noviembre, marcó su tercer gol en el minuto 71 de una victoria fuera de casa 3-1 sobre Antwerp.

### Watford
El 30 de enero de 2018, se anunció que Lukébakio se uniría al Watford en un contrato de cuatro años y medio. El 10 de febrero, hizo su debut en la Premier League durante la derrota 2-0 del Watford en su visita al West Ham United.

#### Préstamo al Fortuna Düsseldorf
El 23 de julio de 2018 se unió al Fortuna Düsseldorf en un acuerdo de préstamo para la temporada 2018-19. El 24 de noviembre de 2018, Lukébakio se convirtió en el primer jugador en la historia de la Bundesliga en anotar tres goles contra Manuel Neuer en un empate 3-3 contra
Bayern Múnich. Al mes siguiente, volvió a encontrar la red en una victoria 2-1, mientras Düsseldorf daba al líder de la Bundesliga, Borussia Dortmund, su primera derrota de liga de la temporada.

### Hertha BSC
El 1 de agosto de 2019 se trasladó al Hertha BSC. Anotó el primer gol de Hertha de la temporada Bundesliga 2019-20 en el partido inaugural del equipo contra el Bayern de Múnich; un empate 2-2.
A inicios de la temporada 2021-22 fue cedido al VfL Wolfsburgo hasta el final de la misma.

### Sevilla F. C.
A pesar del interés mostrado por los equipos italianos del Inter, Bolonia y Torino, el 24 de agosto de 2023 fichó por el club hispalense hasta 2028. En su primer partido oficial salió del banquillo y marcó el gol que le daba la victoria al club hispalense frente a la U.D. Las Palmas.

## Selección nacional
Fue internacional con la selección de fútbol de la República Democrática del Congo en 2016, y entre 2017 y 2019 fue internacional sub-21 con la selección de fútbol de Bélgica. El 11 de noviembre de 2020 debutó con la absoluta en un amistoso ante Suiza que ganaron por 2-1.

### Participaciones en Eurocopas
| Copa          | Sede     | Resultado        | Partidos | Goles |
| ------------- | -------- | ---------------- | -------- | ----- |
| Eurocopa 2024 | Alemania | Octavos de final | 3        | 0     |

## Clubes
| Club                        | País       | Año           |
| --------------------------- | ---------- | ------------- |
| R. S. C. Anderlecht         | Bélgica    | 2015-2018     |
| Toulouse F. C. (cedido)     | Francia    | 2016-2017     |
| Charleroi S. C.             | Bélgica    | 2017-2018     |
| Watford F. C.               | Inglaterra | 2018-2019     |
| Fortuna Düsseldorf (cedido) | Alemania   | 2018-2019     |
| Hertha Berlín               | Alemania   | 2019-2023     |
| VfL Wolfsburgo (cedido)     | Alemania   | 2021-2022     |
| Sevilla F. C.               | España     | 2023-presente |